# Najibullah Yamin
Najibullah Yamin (Provincia de Laugar, 1975) es un ingeniero y político afgano, quien se desempeñó como Ministro de Obras Públicas. 

## Biografía
Nació en 1975 en la Provincia de Laugar, en la entonces República de Afganistán. Completó su educación primaria y secundaria en Ghazi Aminullah Logari y Ghulam Mohamad Niazi, para luego graduarse con una Licenciatura en Ciencia en Ingeniería Civil de la Facultad de Ingeniería de la Universidad de Kabul en 1999. Así mismo, posee una Maestría en Manejo de Recursos Naturales de la Universidad Mahidol, Tailandia, que obtuvo en 2008, además de una Post Maestría en Manejo de Recursos Naturales en el contexto de Desarrollo Internacional de la Universidad Estatal de Míchigan, Estados Unidos, obtenida en 2014.
Sirvió como funcionario en múltiples organizaciones nacionales e internacionales como el Banco Mundial, el Banco Asiático de Desarrollo, la Organización de Naciones Unidas, Cooperación Alemana para el Desarrollo Internacional (GIZ), el Ministerio de Rehabilitación y Desarrollo Rural, el Ministerio de Energía y Agua, la Agencia Nacional de Protección Ambiental y el Palacio Presidencial de la República Islámica de Afganistán.
El 8 de octubre de 2020, mediante el decreto presidencial N.° 1775, fue designado por el presidente Ashraf Ghani Ahmadzai como Ministro de Obras Públicas, siendo ratificado y aprobado en el cargo el 30 de octubre del mismo año con 149 votos a favor en la Cámara del Pueblo.
Con su nombramiento, se restauró el Ministerio de Obras Públicas, abolido en 2018 y fusionado con el Ministerio de Transporte. Ocupó el cargo hasta el 15 de agosto de 2021, cuando cayó la República Islámica de Afganistán.